# Guillaume Beck
Guillaume Beck [Beeck] est un maître écrivain flamand actif à la fin du XVIe siècle.

## Œuvres
- [Recueil d'exemples calligraphiques], daté 1596. Papier, 33 f., 145x190 mm. London V&A Museum : inv. MSL/1904/2328. Cf. Watson vol. II n° 143 (avec 2 reproductions).
- [Recueil d'exemples calligraphiques, essentiellement en français], daté 1597, écrit à Delft. Papier, 40 f., 200x150 mm, reliure en vélin du temps. New York Columbia University, Rare books and Mss Library : Plimpton MS 302 (cf. Ricci p. 1808).